# West Slope
West Slope és una concentració de població designada pel cens dels Estats Units a l'estat d'Oregon. Segons el cens del 2000 tenia 6.442 habitants.

## Demografia
Segons el cens del 2000, West Slope tenia 6.442 habitants, 2.873 habitatges, i 1.643 famílies. La densitat de població era de 1.437,7 habitants per km².
Dels 2.873 habitatges en un 26,2% hi vivien nens de menys de 18 anys, en un 45,9% hi vivien parelles casades, en un 7,8% dones solteres, i en un 42,8% no eren unitats familiars. En el 32,1% dels habitatges hi vivien persones soles el 8,4% de les quals corresponia a persones de 65 anys o més que vivien soles. El nombre mitjà de persones vivint en cada habitatge era de 2,22 i el nombre mitjà de persones que vivien en cada família era de 2,85.
Per edats la població es repartia de la següent manera: un 21,2% tenia menys de 18 anys, un 8,5% entre 18 i 24, un 30,8% entre 25 i 44, un 25,9% de 45 a 60 i un 13,6% 65 anys o més.
L'edat mediana era de 39 anys. Per cada 100 dones de 18 o més anys hi havia 95,8 homes.
La renda mediana per habitatge era de 50.984 $ i la renda mediana per família de 66.974 $. Els homes tenien una renda mediana de 46.232 $ mentre que les dones 35.890 $. La renda per capita de la població era de 32.514 $. Aproximadament el 6,8% de les famílies i el 8,1% de la població estaven per davall del llindar de pobresa.

## Poblacions més properes
El següent diagrama mostra les poblacions més properes.